# Artyleryjski wóz dowodzenia na podwoziu kołowym
Artyleryjski wóz dowodzenia na podwoziu kołowym – polski transporter opancerzony produkowany przez Hutę Stalowa Wola z udziałem Rosomak SA, wchodzący w skład kołowych kompanijnych modułów ogniowych,120-mm samobieżnych moździerzy M120K Rak.

## Konstrukcja
Wozy dowodzenia, są produkowane na zmodyfikowanym podstawowym podwoziu KTO Rosomak, posiadają opancerzenie zapewniające osłonę załogi przed pociskami i odłamkami zgodnie z STANAG 4569 III. 

## Zadania
Przeznaczone do realizacji zadań w zakresie przygotowania i kierowania ogniem modułu ogniowego Rak na szczeblu kompanii, rozwijania punktów dowodzenia, pozyskiwania i opracowywania danych o warunkach strzelania oraz informacji rozpoznawczych niezbędnych do rażenia obiektów przeciwnika. Wozy dowodzenia dowódców plutonów ogniowych zapewniają samodzielne działanie plutonów ogniowych w systemie dowodzenia i kierowania ogniem. W przypadku zniszczenia wozu dowodzenia dowódcy kompani wsparcia, wozy dowodzenia dowódców plutonów ogniowych przejmują jego zadania.

### Wyposażenie[7]
- informatyczno-elektroniczny system kierowania ogniem, zapewniający  zautomatyzowany proces wypracowania danych ogniowych Topaz,
- przyrządy obserwacyjne do prowadzenia obserwacji w dzień i w nocy dla dwóch członków załogi, w tym dowódcy,
- urządzenie filtrowentylacyjne,
- aparatura do odkażania,
- układ gaszenia pożaru w przedziale silnikowym i układ tłumienia wybuchu  w przedziale załogowym,
- zaczepy holownicze z tyłu i przodu pojazdu,
- wyciągarka do samoewakuacji z wyprowadzeniem liny na przód i tył pojazdu,
- środki łączności wewnętrznej i zewnętrznej FONET,
- wyposażenie teleinformatyczne z odbiornikiem nawigacji satelitarnej,
- układ zasilania (źródło energii - pokładowy zespół agregatu),
- narzędzia standardowe i specjalistyczne do wykonywania napraw i obsługi wozu,
- zestaw podstawowych części zamiennych i materiałów eksploatacyjnych,
- zestaw wyposażenia umożliwiającego maskowanie wozu,
- zestaw podstawowego wyposażenia ratownictwa medycznego,
- mocowania na indywidualne wyposażenie członków załogi

## Uzbrojenie i samoobrona[7]
- karabin maszynowy UKM-2000C,
- system wykrywania promieniowania laserowego Obra-3C,
- wyrzutnie granatów dymnych kalibru 81 mm,
- system obrony przed bronią ABC,